# Mark Weiser Award
Der Mark Weiser Award ist eine 2001 von ACM SIGOPS zu Ehren von Mark Weiser ins Leben gerufene Auszeichnung „to be given to an individual who has demonstrated creativity and innovation in operating systems research“. Die Auszeichnung wird jährlich vergeben und ist mit US-$ 1.000 dotiert. Der Preisträger muss seine Karriere nicht früher als 20 Jahre vor der Nominierung gestartet haben.

## Preisträger
- 2001: Frans Kaashoek, MIT
- 2002: Mendel Rosenblum, Stanford University
- 2003: Mike Burrows, Google
- 2004: Brian Bershad, University of Washington
- 2005: Tom Anderson, University of Washington
- 2006: Dawson Engler, Stanford University
- 2007: Peter Chen, University of Michigan
- 2008: Peter Druschel, Max Planck Institute for Software Systems
- 2009: Eric Brewer, University of California Berkeley
- 2010: Robert Morris, MIT
- 2011: Miguel Castro, Microsoft Research
- 2012: Jeff Dean und Sanjay Ghemawat, Google
- 2013: Stefan Savage, University of California, San Diego
- 2014: Eddie Kohler, Harvard University
- 2015: Yuanyuan Zhou, University of California, San Diego
- 2016: Antony Rowstron, Microsoft Research Cambridge
- 2017: Nickolai Zeldovich, MIT
- 2018: Andrea Arpaci-Dusseau, Remzi Arpaci-Dusseau, UW-Madison
- 2019: Ion Stoica, University of California Berkeley
- 2020: Jason Flinn, University of Michigan
- 2021: Michael J. Freedman, Princeton University
- 2022: David Andersen, CMU
- 2023: Matei Zaharia, University of California Berkeley
- 2024: George Candea, École polytechnique fédérale de Lausanne